# Dipartimento di Vichada
Il dipartimento di Vichada è uno dei 32 dipartimenti della Colombia. Il capoluogo del dipartimento è Puerto Carreño.

## Geografia fisica
Il dipartimento di Vichada ha un confine internazionale con il Venezuela. A nord il fiume Meta segna il confine con lo stato venezuelano di Apure ad ovest il fiume Orinoco fa da confine con gli stati venezuelani di Bolívar e Amazonas. Vichada confina inoltre a sud con i dipartimenti di Guainía e Guaviare, ad ovest con quelli di Meta e Casanare, a nord con quello di Arauca.
Il territorio è ondulato e digrada verso il bacino del fiume Orinoco, verso il quale scendono i fiumi Vichada, Tomo, Guaviare (che segna il confine meridionale).
La capitale Puerto Carreño è posta alla confluenza del Meta con l'Orinoco.

## Geografia antropica

### Suddivisioni amministrative
Il dipartimento di Vichada si compone di 4 comuni:
- Cumaribo
- La Primavera
- Puerto Carreño
- Santa Rosalía